# 30414 Pistacchi
30414 Pistacchi este un asteroid din centura principală de asteroizi.

## Descriere
30414 Pistacchi este un asteroid din centura principală de asteroizi. A fost descoperit pe 29 mai 2000 la Socorro, New Mexico, în cadrul proiectului LINEAR. Asteroidul prezintă o orbită caracterizată de o semiaxă mare de 2,58 ua, o excentricitate de 0,06 și o înclinație de 2,1° în raport cu ecliptica.